# Tin Men and the Telephone
Tin Men and the Telephone is een jazzpianotrio uit Nederland. Het bestaat uit Tony Roe (piano, elektronica), Pat Cleaver (contrabas) en Borislav (Bobby) Petrov (drums). Kenmerkend voor Tin Men and the Telephone is het gebruik van samples met geluiden uit het dagelijks leven. Zo worden stemmen van de TomTom en commentaar bij voetbalwedstrijden gebruikt en is er bijvoorbeeld een nummer KPN gebouwd rond de zin "Onze medewerkers zijn nog in gesprek, een ogenblik geduld alstublieft" van de KPN helpdesk. Op het podium kiest de band voor een theatrale aanpak met visuele effecten op de achtergrond.

## Discografie
- Moetjenou?! (2010)
- Very Last Christmas (2011)
- World Domination Part One: Furie (2018)
- Greatest (2023)